# لاين إم. جونستون
لاين إم. جونستون (بالإنجليزية: Iain M. Johnstone)‏ هو أستاذ جامعي أسترالي، ولد في 1956 في ملبورن في أستراليا.